# 尚馬克·亞歷山卓
尚馬克·亞歷山卓（Jean-Marc Alexandre，1986年8月24日—），生於海地韋雷特，海地足球運動員，司職中場，現時效力全國城市足球聯賽球會輔大航源。

## 球會生涯
亞歷山卓生於海地韋雷特，成長於美國佛羅里達州德拉海灘，其後入讀大西洋社區中學並在林恩大學參加校際足球賽事，期間他還與美國超級發展聯賽的球會棕櫚灘美洲獅和范朵拉縣簽約，結果他在由皇家鹽湖城舉行的美職超級選秀中的第一輪被選中，並在2009年3月28日對西雅圖海灣者的賽事，後備出場首度亮相，在2011年6月以2–0擊敗溫哥華白浪後，他在美職錄得職業生涯首個進球和助攻，結果他獲選為本週最佳球員，隨後他在2011年12月1日被皇家鹽湖城交易到聖荷西地震以換取2012年的美職首輪選秀權，而他在2012年6月7日被外借到美國足球聯賽球會奧蘭多城，隨後在7月6日再被借到奧蘭多城，直到2014年與馬來西亞超聯球會森美蘭簽約，其後在2018年3月1日與台灣球會輔大航源，並獲列進首度出戰2018年亞協盃分組賽的外援名單，並在3月7日作客澳門賓菲加的首場分組賽即正選登場，可是最終航源以2–3落敗。

## 國際賽生涯
亞歷山卓於2008年6月7日對洪都拉斯國家隊的國際友誼賽，正選登場首度代表海地國家隊於國際A級賽亮相，至半場被換出，結果海地最終以1–3落敗。

## 個人生活
亞歷山卓在台灣除了效力於航源FC之外，同時也在輔仁大學足球隊兼任助教，並幫助輔大足球贏得106學年度大專足球聯賽冠軍。

## 榮譽
奧蘭多城
- 美國足球聯賽冠軍（2013年）